# Pero rica
Pero rica là một loài bướm đêm trong họ Geometridae.